# Saint-Léonard-de-Noblat
Pour les articles homonymes, voir Saint-Léonard et Saint Léonard de Noblat.
Saint-Léonard-de-Noblat est une commune française située dans le département de la Haute-Vienne en région Nouvelle-Aquitaine.
La commune est notamment connue par sa collégiale Saint-Léonard, inscrite au titre des Chemins de Saint-Jacques-de-Compostelle, sur la liste du patrimoine mondial de l'UNESCO.

## Géographie

### Localisation

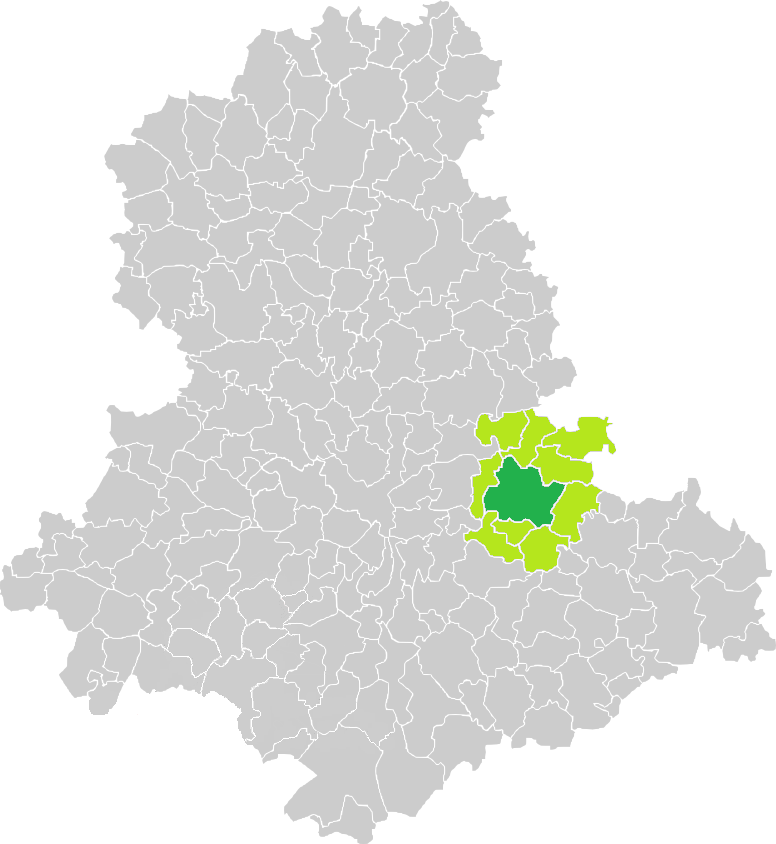
Situation de Saint-Léonard-de-Noblat dans la Haute-Vienne.

Onzième ville de la Haute-Vienne, en nombre d'habitants, elle s'étend sur la rive nord de la Vienne à 20 km à l’est de Limoges. Elle doit son nom à l’ermite Léonard, patron des prisonniers et des femmes enceintes. Elle a été fondée au Moyen Âge autour de son tombeau. La commune de Saint-Léonard (5 559 ha) est principalement formée par le plateau, au sous-sol gneissique, dominant la rive droite de la Vienne. Aux deux extrémités est et ouest, émergent deux blocs granitiques. Le relief s'étage aux environs de 300-400 m en un ondulement de collines et vallons, fortement entaillés par les vallées de la Vienne, très encaissée, et de ses affluents, le Tard ou la Galamache. Les paysages alternent harmonieusement bois (1 029 ha), prairies et champs où le maïs domine aujourd'hui. Le climat est un dégradé du milieu atlantique, avec déjà des nuances de pré-montagne : relativement rude l'hiver (moyenne de janvier : 3 °C) et très humide (environ 1 000 mm de précipitation annuelle).
La ville de Saint-Léonard est située sur la RD 941 (ex-RN 141), qui relie Limoges à Clermont-Ferrand via Aubusson. Elle se situe ainsi à 21 km de Limoges, 28 km de Bourganeuf et 67 km d'Aubusson. Elle est reliée au nord, par la D 19, au Châtenet-en-Dognon et Laurière, et par la D 39 à Saint-Priest-Taurion et Ambazac. Au sud, la D 65 permet de rejoindre Eyjeaux et Le Vigen, la D 7B Eybouleuf et Saint-Germain-les-Belles, et la D 39 Saint-Denis-des-Murs. Enfin, vers l'est, la D 13 part sur Eymoutiers ou Peyrat-le-Château, et la D 109 sur Moissannes et Saint-Junien-la-Bregère.

### Communes limitrophes
Les communes limitrophes sont Le Châtenet-en-Dognon, Eybouleuf, Champnétery, La Geneytouse, Moissannes, Royères et Saint-Denis-des-Murs.
|               | Le Châtenet-en-Dognon   | Moissannes           |
| Royères       | Saint-Léonard-de-Noblat | Champnétery          |
| La Geneytouse | Eybouleuf               | Saint-Denis-des-Murs |

### Climat
Le climat qui caractérise la commune est qualifié, en 2010, de « climat océanique dégradé des plaines du Centre et du Nord », selon la typologie des climats de la France qui compte alors huit grands types de climats en métropole. En 2020, la commune ressort du type « climat océanique altéré » dans la classification établie par Météo-France, qui ne compte désormais, en première approche, que cinq grands types de climats en métropole. Il s’agit d’une zone de transition entre le climat océanique, le climat de montagne et le climat semi-continental. Les écarts de température entre hiver et été augmentent avec l'éloignement de la mer. La pluviométrie est plus faible qu'en bord de mer, sauf aux abords des reliefs.
Les paramètres climatiques qui ont permis d’établir la typologie de 2010 comportent six variables pour les températures et huit pour les précipitations, dont les valeurs correspondent à la normale 1971-2000. Les sept principales variables caractérisant la commune sont présentées dans l'encadré ci-après.
| Paramètres climatiques communaux sur la période 1971-2000 - Moyenne annuelle de température : 11,1 °C - Nombre de jours avec une température inférieure à −5 °C : 4 j - Nombre de jours avec une température supérieure à 30 °C : 5,1 j - Amplitude thermique annuelle : 15,1 °C - Cumuls annuels de précipitation : 1 064 mm - Nombre de jours de précipitation en janvier : 13,4 j - Nombre de jours de précipitation en juillet : 8 j |

Avec le changement climatique, ces variables ont évolué. Une étude réalisée en 2014 par la direction générale de l'Énergie et du Climat complétée par des études régionales prévoit en effet que la température moyenne devrait croître et la pluviométrie moyenne baisser, avec toutefois de fortes variations régionales. La station météorologique de Météo-France installée sur la commune et en service de 1997 à 2017 permet de connaître l'évolution des indicateurs météorologiques. Le tableau détaillé pour la période 1981-2010 est présenté ci-après.
| Mois                                  | jan.           | fév.           | mars           | avril         | mai           | juin          | jui.          | août          | sep.          | oct.          | nov.           | déc.           | année      |
| ------------------------------------- | -------------- | -------------- | -------------- | ------------- | ------------- | ------------- | ------------- | ------------- | ------------- | ------------- | -------------- | -------------- | ---------- |
| Température minimale moyenne (°C)     | 0,7            | 0,6            | 2,6            | 4,9           | 8,4           | 11,7          | 12,9          | 12,8          | 9,5           | 7,6           | 3,4            | 0,8            | 6,4        |
| Température moyenne (°C)              | 4,3            | 5,1            | 7,8            | 10,4          | 14,4          | 17,9          | 19,2          | 19,3          | 15,7          | 12,6          | 7,2            | 4,4            | 11,6       |
| Température maximale moyenne (°C)     | 7,9            | 9,5            | 13             | 16            | 20,3          | 24,1          | 25,5          | 25,7          | 22            | 17,5          | 11             | 8              | 16,7       |
| Record de froid (°C) date du record   | −11,7 13.01.03 | −17,8 06.02.12 | −12,9 01.03.05 | −3,5 17.04.12 | −1,9 06.05.02 | 2,6 04.06.01  | 4,6 17.07.00  | 2,8 29.08.98  | −0,8 25.09.02 | −5,5 30.10.97 | −10,2 24.11.98 | −13,6 24.12.01 | −17,8 2012 |
| Record de chaleur (°C) date du record | 18,5 05.01.99  | 24,1 15.02.98  | 26,8 14.03.12  | 29,4 30.04.05 | 32,6 30.05.01 | 37,8 27.06.11 | 38,8 16.07.15 | 39,8 12.08.03 | 34 12.09.16   | 29,8 12.10.01 | 24,2 08.11.15  | 19,2 17.12.15  | 39,8 2003  |
| Précipitations (mm)                   | 95,4           | 72,9           | 95,5           | 116,4         | 91,6          | 81,1          | 83,1          | 79,5          | 70,6          | 91,5          | 112,2          | 102,9          | 1 092,7    |

## Urbanisme

### Typologie
Au 1er janvier 2024, Saint-Léonard-de-Noblat est catégorisée bourg rural, selon la nouvelle grille communale de densité à sept niveaux définie par l'Insee en 2022.
Elle appartient à l'unité urbaine de Saint-Léonard-de-Noblat, une unité urbaine monocommunale constituant une ville isolée,. Par ailleurs la commune fait partie de l'aire d'attraction de Limoges, dont elle est une commune de la couronne,. Cette aire, qui regroupe 127 communes, est catégorisée dans les aires de 200 000 à moins de 700 000 habitants,.

### Occupation des sols

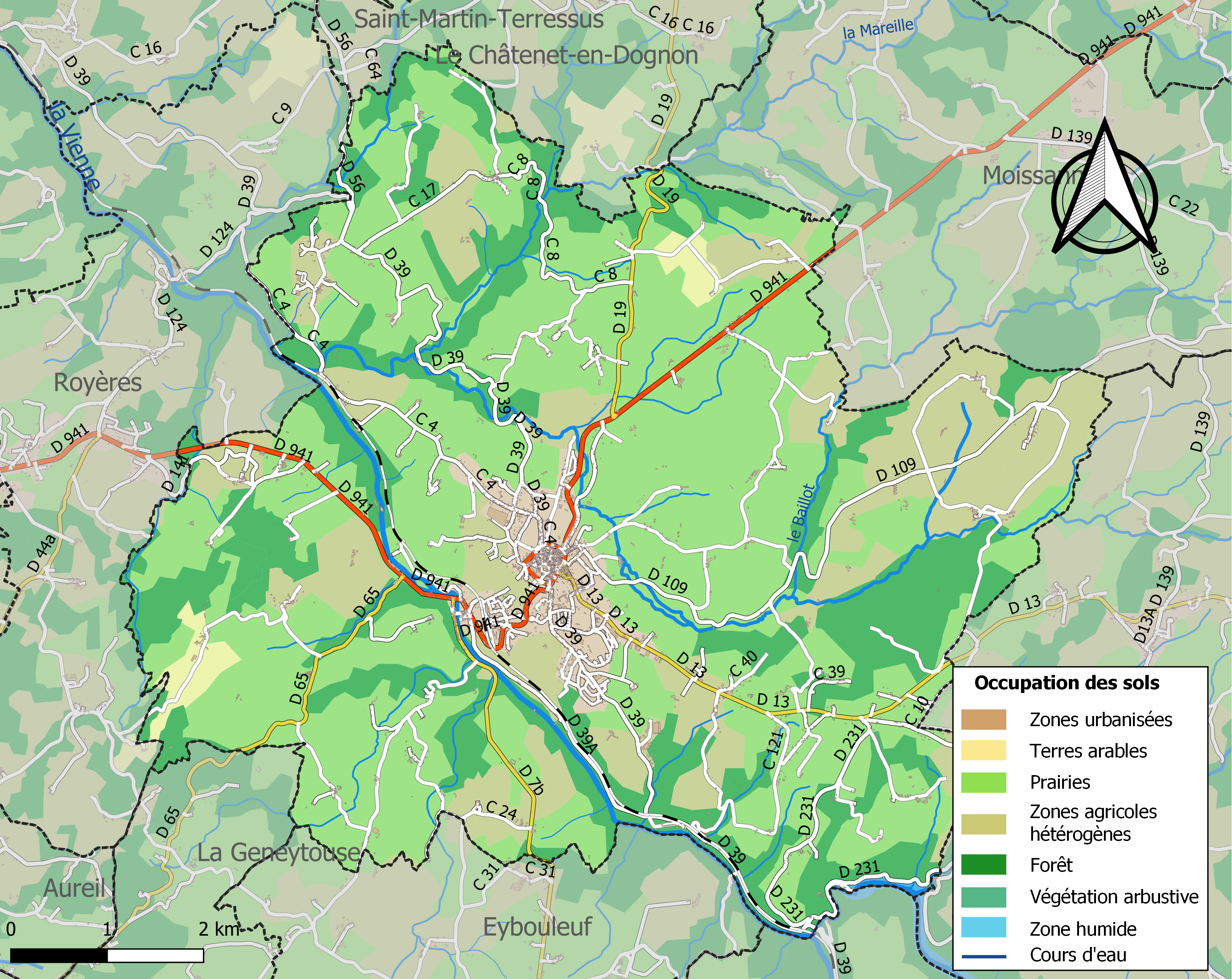
Carte des infrastructures et de l'occupation des sols de la commune en 2018 (CLC).

L'occupation des sols de la commune, telle qu'elle ressort de la base de données européenne d’occupation biophysique des sols Corine Land Cover (CLC), est marquée par l'importance des territoires agricoles (72,8 % en 2018), une proportion sensiblement équivalente à celle de 1990 (72,9 %). La répartition détaillée en 2018 est la suivante : prairies (52,6 %), forêts (22,8 %), zones agricoles hétérogènes (18,9 %), zones urbanisées (4,3 %), terres arables (1,3 %), eaux continentales (0,1 %). L'évolution de l’occupation des sols de la commune et de ses infrastructures peut être observée sur les différentes représentations cartographiques du territoire : la carte de Cassini (XVIIIe siècle), la carte d'état-major (1820-1866) et les cartes ou photos aériennes de l'IGN pour la période actuelle (1950 à aujourd'hui).

### Risques majeurs
Le territoire de la commune de Saint-Léonard-de-Noblat est vulnérable à différents aléas naturels : météorologiques (tempête, orage, neige, grand froid, canicule ou sécheresse), inondations, mouvements de terrains et séisme (sismicité faible). Il est également exposé à deux risques technologiques, le transport de matières dangereuses et la rupture d'un barrage, et à un risque particulier : le risque de radon. Un site publié par le BRGM permet d'évaluer simplement et rapidement les risques d'un bien localisé soit par son adresse soit par le numéro de sa parcelle.

#### Risques naturels
Certaines parties du territoire communal sont susceptibles d’être affectées par le risque d’inondation par débordement de cours d'eau, notamment la Vienne, la Maulde, l'Alesmes et le Tard. La commune a été reconnue en état de catastrophe naturelle au titre des dommages causés par les inondations et coulées de boue survenues en 1982, 1988, 1993, 1994 et 1999,. Le risque inondation est pris en compte dans l'aménagement du territoire de la commune par le biais du plan de prévention des risques inondation (PPRI) de la « Vienne à Saint-Léonard-de-Noblat », approuvé le 12 novembre 2009.

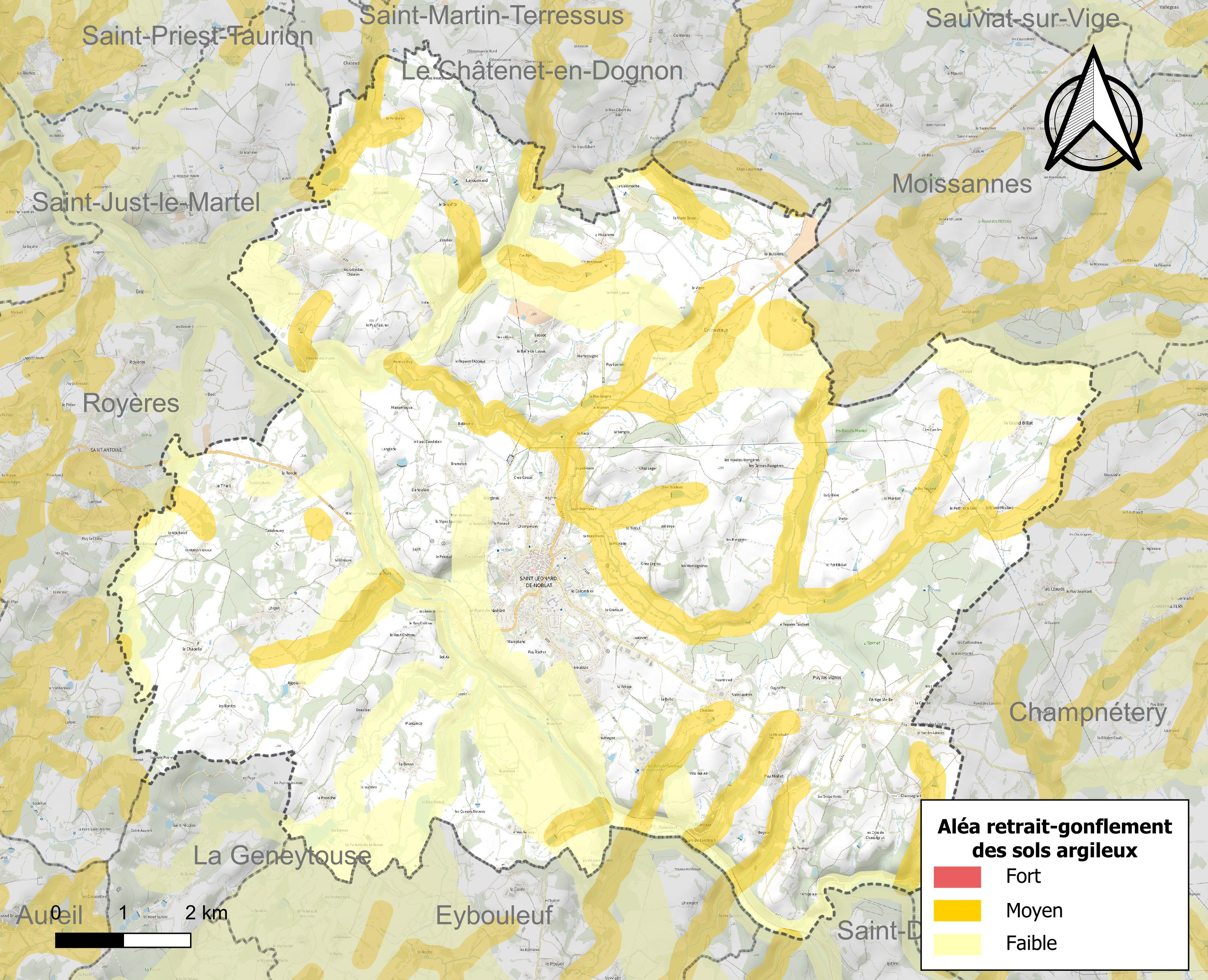
Carte des zones d'aléa retrait-gonflement des sols argileux de Saint-Léonard-de-Noblat.

La commune est vulnérable au risque de mouvements de terrains constitué principalement du retrait-gonflement des sols argileux. Cet aléa est susceptible d'engendrer des dommages importants aux bâtiments en cas d’alternance de périodes de sécheresse et de pluie. 17 % de la superficie communale est en aléa moyen ou fort (27 % au niveau départemental et 48,5 % au niveau national métropolitain). Depuis le 1er octobre 2020, en application de la loi ÉLAN, différentes contraintes s'imposent aux vendeurs, maîtres d'ouvrages ou constructeurs de biens situés dans une zone classée en aléa moyen ou fort,.
La commune a été reconnue en état de catastrophe naturelle au titre des dommages causés par des mouvements de terrain en 1999.

#### Risque technologique
La commune est en outre située en aval du barrage de Vassivière, un ouvrage de classe A situé dans le département de la Creuse, sur la Maulde. À ce titre elle est susceptible d’être touchée par l’onde de submersion consécutive à la rupture de cet ouvrage.

#### Risque particulier
Dans plusieurs parties du territoire national, le radon, accumulé dans certains logements ou autres locaux, peut constituer une source significative d’exposition de la population aux rayonnements ionisants. Selon la classification de 2018, la commune de Saint-Léonard-de-Noblat est classée en zone 3, à savoir zone à potentiel radon significatif.

## Toponymie
Le nom de la commune est Sent Liunard en limousin, dialecte occitan. Le nom des habitants, les Miaulétous et les Miaulétounes,, vient du limousin Miauletons, Miauletonas. Selon la tradition, ce nom viendrait de la miaula (le milan) qui aurait logé dans le clocher de la collégiale Saint-Léonard.
Durant la Révolution française, la commune porte les noms de Léonard-sur-Vienne et de Tarn-Vienne.

## Histoire

Saint-Léonard est situé sur la Via Lemovicensis.

Bien avant la conquête romaine, un important itinéraire joignant Bourges à Bordeaux franchissait la Vienne au lieu-dit — aujourd'hui — Noblat. Il s'agissait d'un gué. À quelques kilomètres en amont (limite communale avec St Denis-des-Murs), on trouve les traces de l'imposant oppidum gaulois de Villejoubert, site fortifié de la tribu des Lémoviques. C'est à Noblat (qui viendrait de nobiliacum, « lieu noble » (c'est-à-dire relevant d'un seigneur), que le premier village prit naissance. Un pont, sans doute en bois, y renforça le gué originel. Un premier château fut édifié vers l'an 1000 sur la hauteur dominant le coude de la Vienne. Il en reste un monticule et un fossé sur le très beau site dénommé « Chêne de Clovis ». Peu après, dans la forêt nommée Pauvain, la ville actuelle se développa autour du premier sanctuaire, et devint ainsi une étape importante de la « voie limousine » de la route vers Compostelle. Le seigneur de la ville, l'évêque de Limoges, fit bâtir un château, près de la Collégiale, commencée vers 1100.

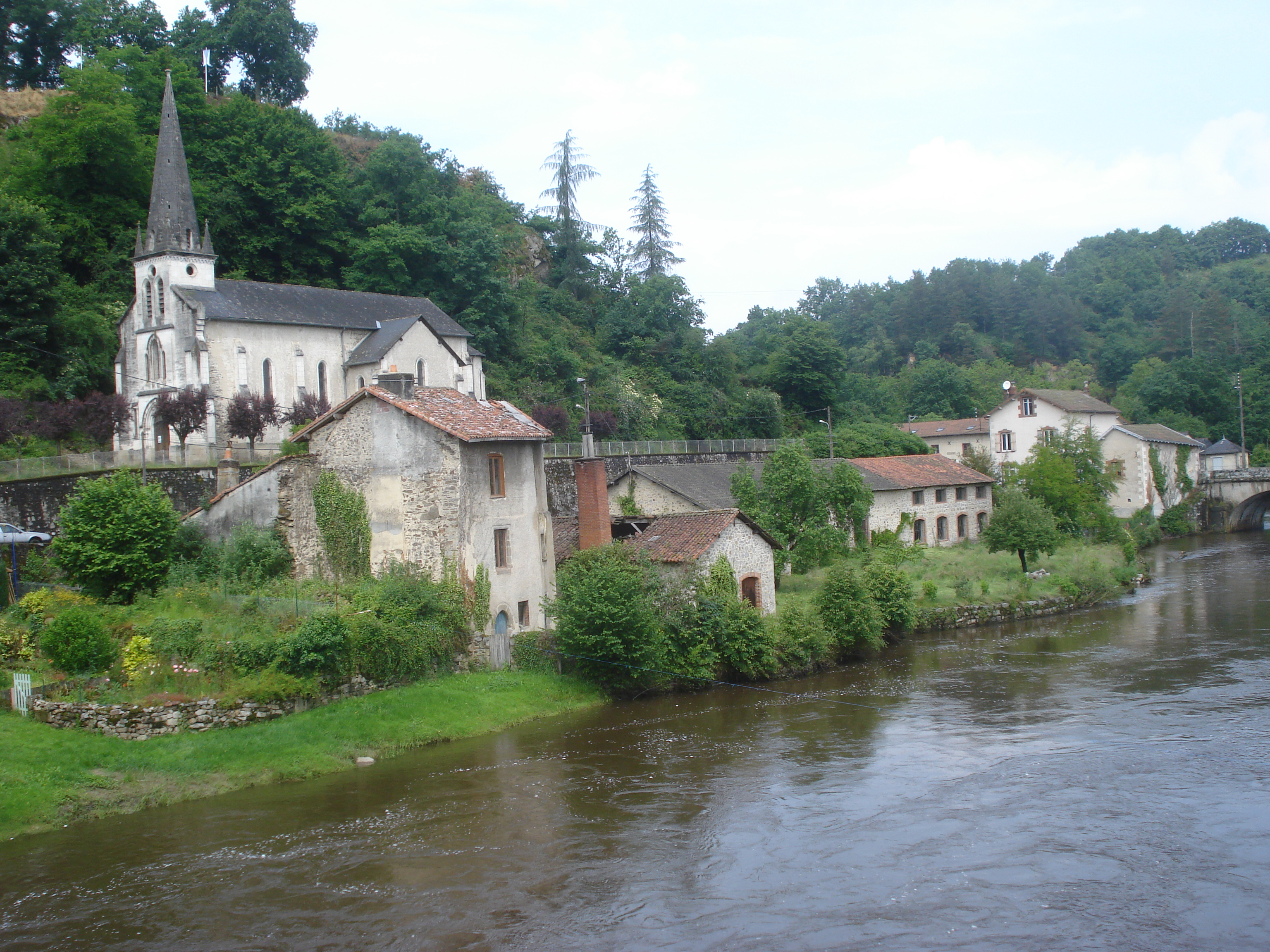
La Vienne au Pont-de-Noblat, avec l'église au pied du Chêne de Clovis.

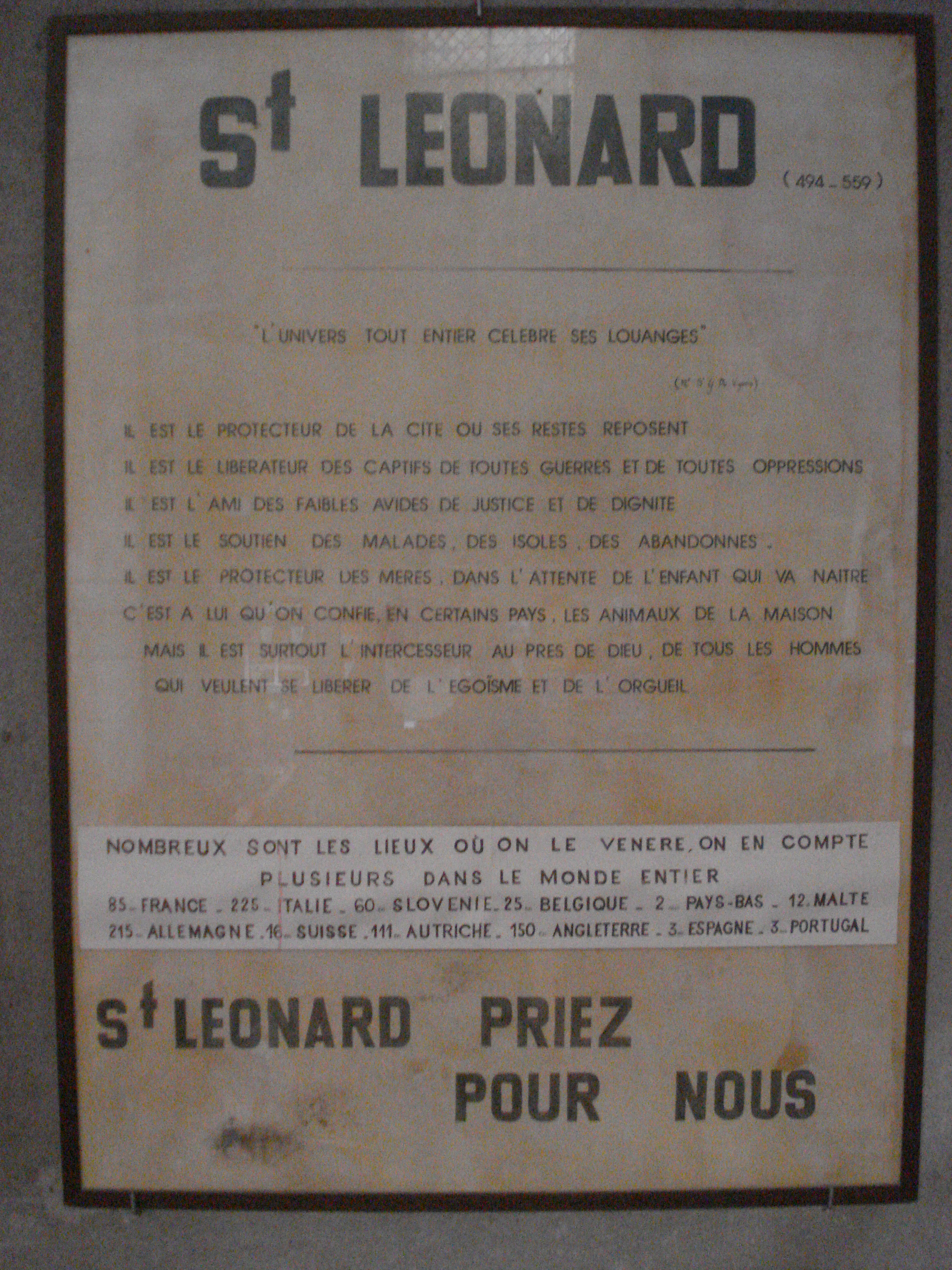
Panneau saint Léonard affiché à la collégiale Saint-Léonard.

Léonard, d’après la tradition et le récit imaginaire de sa vie écrit au XIe siècle, serait né dans une famille d’officiers de la cour du roi Clovis, à la fin du Ve siècle. Il aurait eu comme parrain ce roi des Francs et pour confesseur, l’évêque de Reims, saint Remi. Très tôt, il obtint le privilège de visiter les prisonniers et de les faire libérer. Sa renommée alors grandit, on lui offrit de hautes charges qu’il refusa, préférant quitter la cour pour devenir disciple du Christ. Il se rendit à Micy dans l’Orléanais et resta quelque temps avec son frère Liphar et saint Maximin (saint Mesmin). Puis, poursuivant son chemin vers le sud, il s’arrêta pour installer son ermitage, non loin de Limoges et du tombeau de saint Martial, dans la forêt de Pauvain, sur le plateau dominant la Vienne. Au cours d’un séjour du roi d’Aquitaine (ce roi pourrait être Thierry Ier, fils de Clovis) venu chasser en ce lieu, la reine, arrivée au terme de sa grossesse, ne put mettre au monde son enfant. Saint Léonard intercéda en sa faveur auprès de Dieu et obtint la délivrance de la mère et la vie sauve de l’enfant. Le roi, en reconnaissance, lui offrit de nombreux présents qu’il refusa. Il accepta seulement le territoire de la forêt que son âne pourrait délimiter en 24 heures. Il y édifia un oratoire en l’honneur de la Vierge Marie et de saint Remi. Peu à peu de nombreuses personnes vinrent le voir et des prisonniers, délivrés par son intercession, lui demandèrent l’asile. Saint Léonard serait mort un 6 novembre et enterré dans la chapelle qu’il avait fondée (dite « Notre-Dame sous les Arbres »). Il est invoqué pour la délivrance des prisonniers et contre la stérilité des femmes.
Le culte de saint Léonard se répand rapidement dans toute la chrétienté : son tombeau devient un lieu de pèlerinage où affluent les fidèles. De nombreux personnages illustres vinrent prier sur le tombeau de l’ermite :
- Bohémond, prince d’Antioche (en 1106) ;
- Richard Cœur de Lion (vers 1197) ;
- Charles VII et le dauphin, le futur Louis XI (en 1438) ;
- Éléonore d’Autriche, épouse de François Ier (en 1541) ;
- le prince de Condé (en 1620) ;
- Anne d’Autriche le remercia pour la naissance de Louis XIV ;
- la tsarine Alexandra, épouse de Nicolas II, fit déléguer quelqu’un pour prier sur le tombeau de saint Léonard, pour la naissance du tsarévitch Nicolas.

À partir du XIe siècle, le pèlerinage se développe ; ainsi en 1105, pour veiller sur les reliques et accueillir les pèlerins, les clercs s’organisent pour former un collège. Dès le XIIe siècle, la ville s’entoure de fossés et d’imposants remparts. Deux quartiers distincts se forment : le quartier religieux et administratif autour de la collégiale, avec l’hôpital et la maison de ville ; le quartier des marchands autour des halles. En 1183, des bandes armées, les Paillers, la ravagent. Quelques années plus tard, elle est occupée par les Brabançons. Jean sans Terre, roi d’Angleterre, y pénètre à la tête de son armée en 1214. Au cours du XIIIe siècle, les rois de France donneront des privilèges aux habitants de la cité ; c’est ainsi qu’ils élisent, tous les ans, huit consuls. Par lettres patentes de septembre 1461 et du 9 octobre 1470, Louis XI confirma les privilèges de la ville. En 1576, les calvinistes, qui voulaient profaner les reliques de saint Léonard, sont chassés par les habitants de la cité. Après la Réforme, de nombreux couvents s’installèrent : les récollets en 1594, les filles de Notre-Dame en 1652. Trois confréries de pénitents se fondèrent : les Pénitents Blancs, les Pénitents Feuilles-Mortes et les Pénitents Bleus. La Révolution française tenta de remplacer le nom de la ville par celui de Tard-Vienne, mais très vite réapparaît le nom de Saint-Léonard-de-Noblat.
Au XVIIIe siècle, Saint-Léonard s'impose comme capitale de l'industrie papetière qui se développe le long de la Vienne. De nombreux moulins à papier, ultérieurement transformés en usines pour certains, jalonnent la vallée jusqu'au XXe siècle.
Aujourd’hui, la ville est renommée pour ses fabriques de porcelaine. Elle est reconnue comme étant le berceau de la race bovine limousine. Elle a aussi donné son nom à une variété de châtaigne devenue très rare : la rousse de Saint-Léonard.
Le nom des habitants, les Miaulétous (le «-ou» est issu du diminutif occitan «-on», pluriel occitan en s, féminin en - « -oune » est en usage, issu du suffixe occitan «-ona»), pourrait provenir d'un nom d'oiseau (« la miaula », en occitan du Limousin, est le milan, petit rapace). Ce sont pourtant des corneilles, et des choucas, qui peuplent le clocher de la collégiale. Mais depuis quand les choucas « miaulent »-ils ? On pense plutôt qu'il pourrait s'agir d'une déformation du diminutif occitan « liauneton » (prononcer « tou »), ou « petit Léonard », devenu « niauleton » (inversion des deux consonnes très courante en langue limousine).
Elle fut chef-lieu de district de 1790 à 1795.
C'est à Saint-Léonard-de-Noblat qu'a lieu le tout premier parachutage d'armes au profit de la Résistance en France occupée, le 13 juin 1941.

### Les Templiers et les Hospitaliers
Le village de Mortessagne, une ancienne maison templière, devenue après la dévolution des biens de l'ordre du Temple un membre du prieuré hospitalier de Bourganeuf.

## Politique et administration

### Liste des maires
| Période                                  | Période                   | Identité                | Étiquette          | Qualité |
| ---------------------------------------- | ------------------------- | ----------------------- | ------------------ | --- |
| novembre 1886                            | mai 1888                  | Simon Voisin            |                    | |
| mai 1888                                 | avril 1890                | Georges Seidenbinder    |                    | Brasseur |
| avril 1890                               | mai 1892                  | Simon Voisin            |                    | |
| Les données manquantes sont à compléter. |                           |                         |                    | |
| mai 1900                                 | septembre 1909 (décès)    | Jules Tourgnol          | Radical-socialiste | Principal de collège Député de la Haute-Vienne (1898 → 1909) Conseiller général du canton de Saint-Léonard-de-Noblat (1898 → 1909)      |
| novembre 1909                            | décembre 1919             | Aristide Constant       |                    | |
| décembre 1919                            | mai 1929                  | Adrien Pressemane       | SFIO               | Ouvrier peintre céramiste Député de la Haute-Vienne (1914 → 1928) Conseiller général du canton de Saint-Léonard-de-Noblat (1909 → 1928) |
| mai 1929                                 | décembre 1940             | Louis Valadas           | SFIO               | Conseiller général du canton de Saint-Léonard-de-Noblat (1928 → 1940)                                                                   |
| décembre 1940                            | septembre 1944            | Victor Gandois          |                    | |
| septembre 1944                           | mai 1945                  | Jean-Baptiste Campanaud |                    | |
| mai 1945                                 | décembre 1945 (démission) | Louis Valadas           | SFIO               | Conseiller général du canton de Saint-Léonard-de-Noblat (1945 → 1949)                                                                   |
| décembre 1945                            | mars 1977                 | René Barrière           | SFIO puis PS       | Médecin Conseiller général du canton de Saint-Léonard-de-Noblat (1949 → 1973)                                                           |
| mars 1977                                | juin 1995                 | Claude Andrieu          | PS                 | Député suppléant d'Alain Rodet (1981-1986)                                                                                              |
| juin 1995                                | mars 2001                 | Jean-Paul Bardon        | PS                 | Agent de maîtrise Conseiller général du canton de Saint-Léonard-de-Noblat (1991 → 2004)                                                 |
| mars 2001                                | mars 2014                 | Christine Riffaud       | DVG                | Agricultrice |
| mars 2014                                | En cours                  | Alain Darbon            | PS                 | Enseignant Conseiller régional de Nouvelle-Aquitaine (2015 → ) Président de la CC de Noblat (2015 → ) Réélu pour le mandat 2020-2026    |
| Les données manquantes sont à compléter. |                           |                         |                    | |

### Jumelages
- Drusenheim (France) en Alsace.
- Roumanie : Bălești.

## Population et société

### Démographie
4 319 habitants au dernier recensement de 2022, Saint-Léonard est la 11e ville du département au regard de la population, et occupe le 17e rang régional.
La population était déjà estimée à environ 4 000 habitants vers 1680, puis près de 5 000 en 1740. Ce total était élevé[réf. nécessaire] pour l'époque, faisant de Saint-Léonard la 2e ville du Limousin (il n'y avait guère plus de 20 000 habitants à Limoges). Il y a 300 ans, 4 850 habitants vivaient sur le territoire communal actuel, divisé en quatre paroisses. Ce nombre est assez comparable à celui d'aujourd'hui. La population se répartissait ainsi :
- paroisse Saint-Étienne (plus grande partie de la commune actuelle) : environ 4 170 habitants ;
- paroisse Saint-Michel (quartiers sud-est de la ville) : 260 habitants ;
- paroisse Saint-Martial (« Sent Marsaut », pont de Noblat, rive gauche) : 260 habitants ;
- paroisse Notre-Dame-de-La-Chapelle : 160 habitants.

L'évolution du nombre d'habitants est connue à travers les recensements de la population effectués dans la commune depuis 1793. Pour les communes de moins de 10 000 habitants, une enquête de recensement portant sur toute la population est réalisée tous les cinq ans, les populations de référence des années intermédiaires étant quant à elles estimées par interpolation ou extrapolation. Pour la commune, le premier recensement exhaustif entrant dans le cadre du nouveau dispositif a été réalisé en 2004.

En 2022, la commune comptait 4 319 habitants, en évolution de −6,66 % par rapport à 2016 (Haute-Vienne : −0,68 %, France hors Mayotte : +2,11 %).
| 1793  | 1800  | 1806  | 1821  | 1831  | 1836  | 1841  | 1846  | 1851  |
| ----- | ----- | ----- | ----- | ----- | ----- | ----- | ----- | ----- |
| 6 832 | 4 815 | 5 390 | 5 865 | 5 705 | 6 036 | 5 680 | 6 117 | 6 173 |

| 1856  | 1861  | 1866  | 1872  | 1876  | 1881  | 1886  | 1891  | 1896  |
| ----- | ----- | ----- | ----- | ----- | ----- | ----- | ----- | ----- |
| 6 184 | 6 196 | 6 320 | 6 011 | 5 989 | 6 160 | 6 038 | 5 981 | 5 630 |

| 1901  | 1906  | 1911  | 1921  | 1926  | 1931  | 1936  | 1946  | 1954  |
| ----- | ----- | ----- | ----- | ----- | ----- | ----- | ----- | ----- |
| 5 851 | 5 985 | 6 443 | 5 615 | 5 990 | 6 016 | 5 754 | 5 792 | 5 941 |

| 1962  | 1968  | 1975  | 1982  | 1990  | 1999  | 2004  | 2006  | 2009  |
| ----- | ----- | ----- | ----- | ----- | ----- | ----- | ----- | ----- |
| 5 676 | 5 709 | 5 457 | 5 275 | 5 024 | 4 764 | 4 667 | 4 634 | 4 665 |

| 2014  | 2019  | 2022  | - | - | - | - | - | - |
| ----- | ----- | ----- | - | - | - | - | - | - |
| 4 636 | 4 385 | 4 319 | - | - | - | - | - | - |

### Enseignement
La commune dépend de l'académie de Limoges. Les élèves de la ville débutent leur scolarité à l'école primaire publique de la commune, qui accueille 211 élèves. Ces élèves ont également la possibilité de poursuivre leurs études dans la Cité Scolaire Bernard Palissy au sein de la commune. Cette cité scolaire comprend un collège, un lycée et un internat rassemblant les collégiens et les lycéens.

### Manifestations culturelles et festivités
Biennale de peinture et de sculpture contemporaines

### Santé
La commune compte plusieurs professionnels de santé (médecins, pharmacies, dentistes etc.). Le centre hospitalier intercommunal Monts et Barrages occupe une grande place au sein du village. Il comprend une clinique et un EHPAD. Un laboratoire d’analyses médicales est également présent à Saint-Léonard de Noblat.

### Sports
La commune compte différents complexes et aménagements sportifs (espace Aqua’Noblat, halle des sports, gymnase municipal etc.).

### Médias
Le cinéma « Le Rex » a sa place au sein de la commune. Il compte 190 places. Depuis 2013, des films en 3D y sont diffusés.

## Économie

### Porcelaine
Au début du XIXe siècle (1823 précisément), l'industrie de la porcelaine s'établit à Saint-Léonard. On y trouve encore de nos jours des fabriques de porcelaine (les Établissements Coquet ou Carpenet).

### Massepains

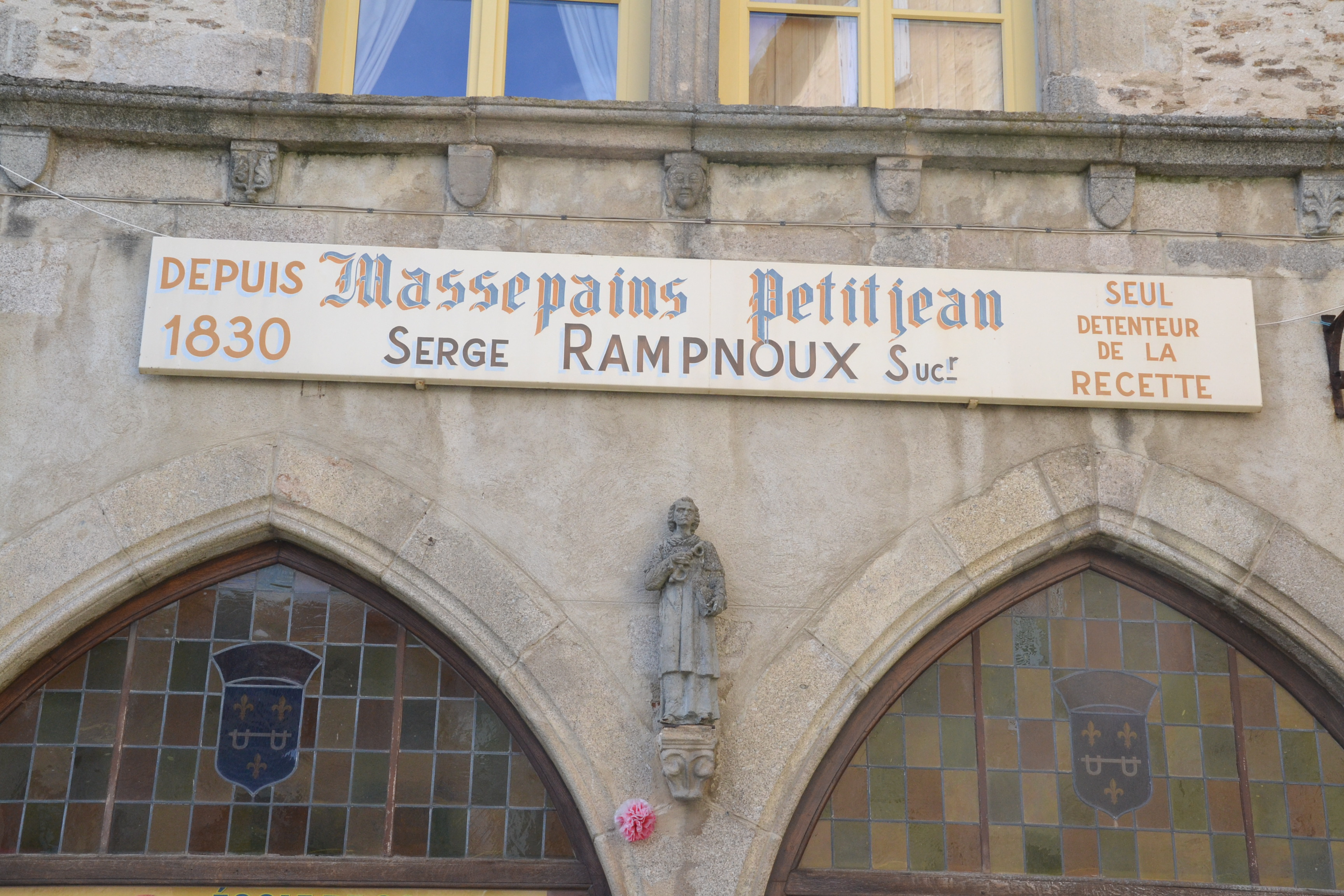
Enseigne vantant les massepains.

Autre spécialité de la ville, le massepain de Saint-Léonard est une sorte de macaron,.

### Cuir
La ville a aussi le savoir-faire du cuir. Il existe encore une « rue des Tanneries », comme il existait jadis une « rue de la Piale » (de peler, tanner). La fabrication de chaque soulier de luxe J.M. Weston commence à Saint-Léonard-de-Noblat (tannerie dite du « Moulin Follet », sur la rivière Le Tard). Des visites sont régulièrement organisées.

### Industrie, commerces et services
Saint-Léonard est avant tout un petit centre tertiaire, la grande majorité des industries ayant fermé depuis une trentaine d'années (chaussures, papèteries, bois). On trouve ici tous les commerces et services publics de base, notamment dans le domaine de l'éducation, la santé, ou l'équipement.

## Culture locale et patrimoine

### Lieux et monuments

#### La collégiale

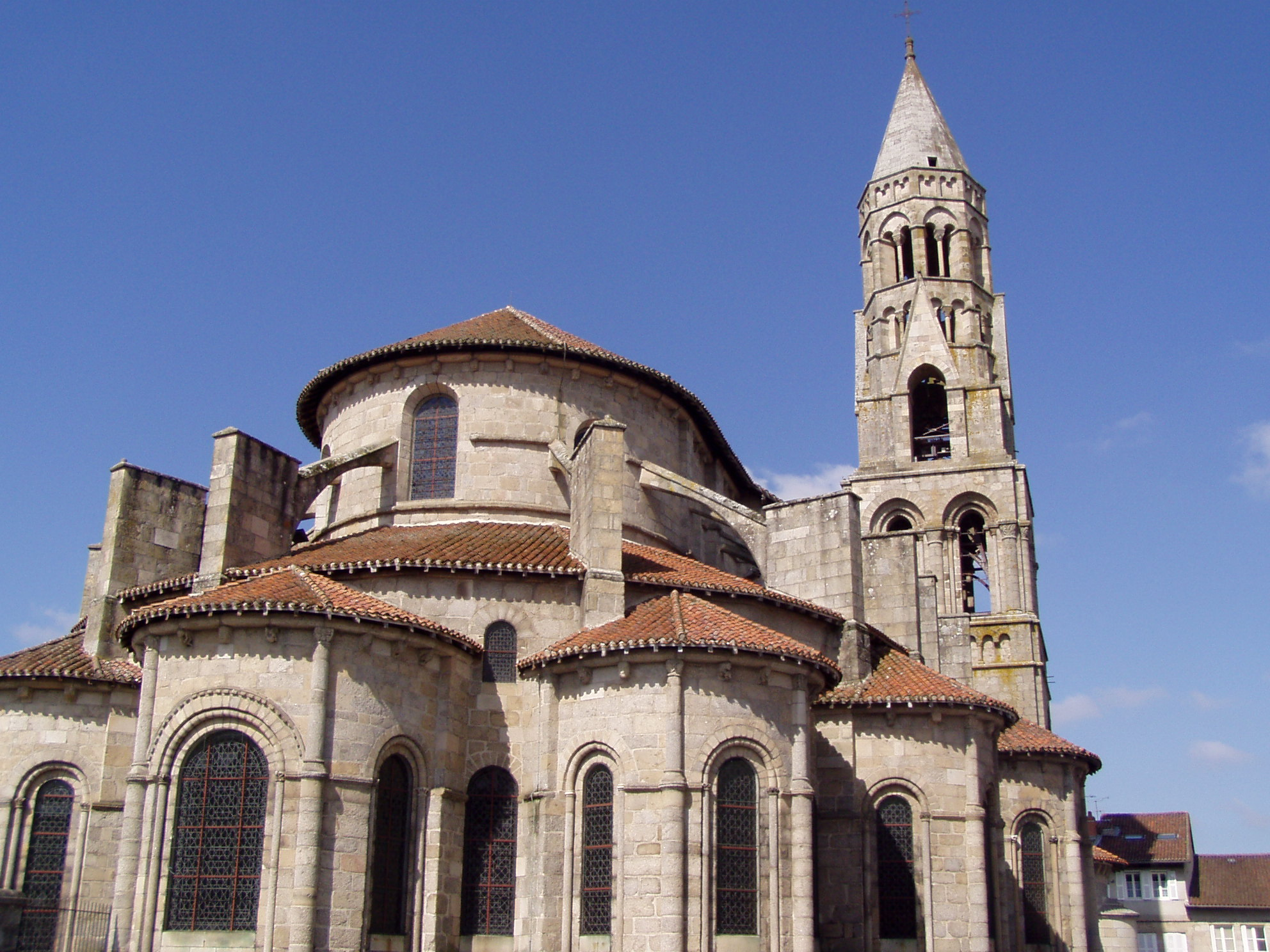
Collégiale Saint-Léonard.

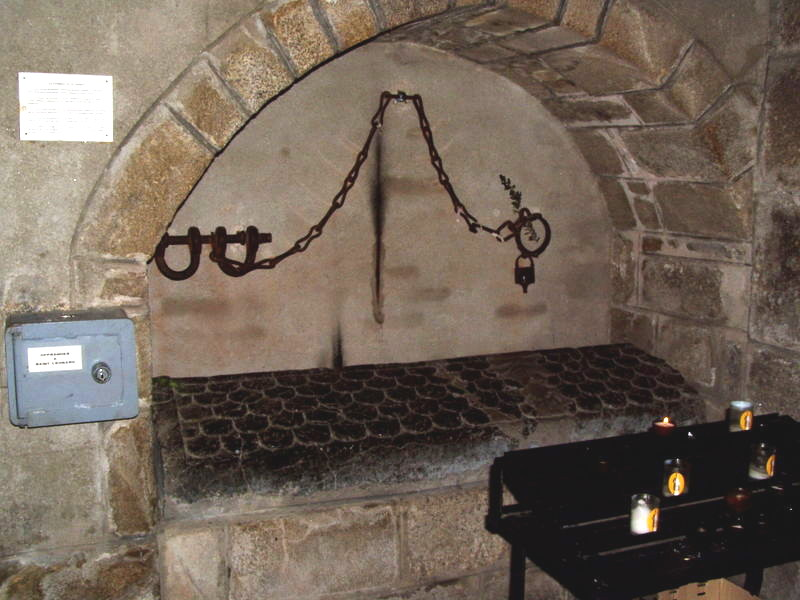
Le tombeau de saint Léonard.

La collégiale Saint-Léonard, qui date des XIe et XIIe siècles, est dédiée à saint Léonard, c'est un chef-d’œuvre de l’art roman limousin. Son architecture fut modifiée au cours du temps. Elle fait partie du Patrimoine Mondial de l'humanité au titre des Routes de Saint-Jacques-de-Compostelle.
- Le clocher est un très bel exemple de clocher dit « limousin ». Il repose sur un porche ouvert de deux côtés et orné de chapiteaux. Il est formé de quatre étages carrés, surmontés de deux étages octogonaux.
- Tombeau de saint Léonard : situé à l'intérieur de l'église, dans le croisillon sud, il est surmonté de sa chaîne de prisonnier. La tradition veut que les femmes désirant se marier et procréer viennent toucher le verrou.

#### Autres monuments remarquables
- Église du prieuré de l'Artige aux Moines de Saint-Léonard-de-Noblat.
- Église Saint-Martial de Saint-Léonard-de-Noblat.
- Église Saint-Martin de Saint-Léonard-de-Noblat. Elle est inscrite à l'Inventaire général du patrimoine culturel[47].
- L’ancien hôpital des pèlerins a des portes des XIIIe, XIVe et XVIIe siècles.
- Le couvent des filles de Notre-Dame : ancien couvent du XVIIe siècle, il a été reconverti en gendarmerie et prison (début du XXe siècle), aujourd'hui en foyer-rural - centre social. Le musée Gay-Lussac s’y trouve aussi.
- La tour ronde et la tour carrée sur la place de la République.
- La maison des Consuls.
- L'ancien prieuré de l'Artige[48] sur le territoire de la commune a conservé son église et une partie du cloître.

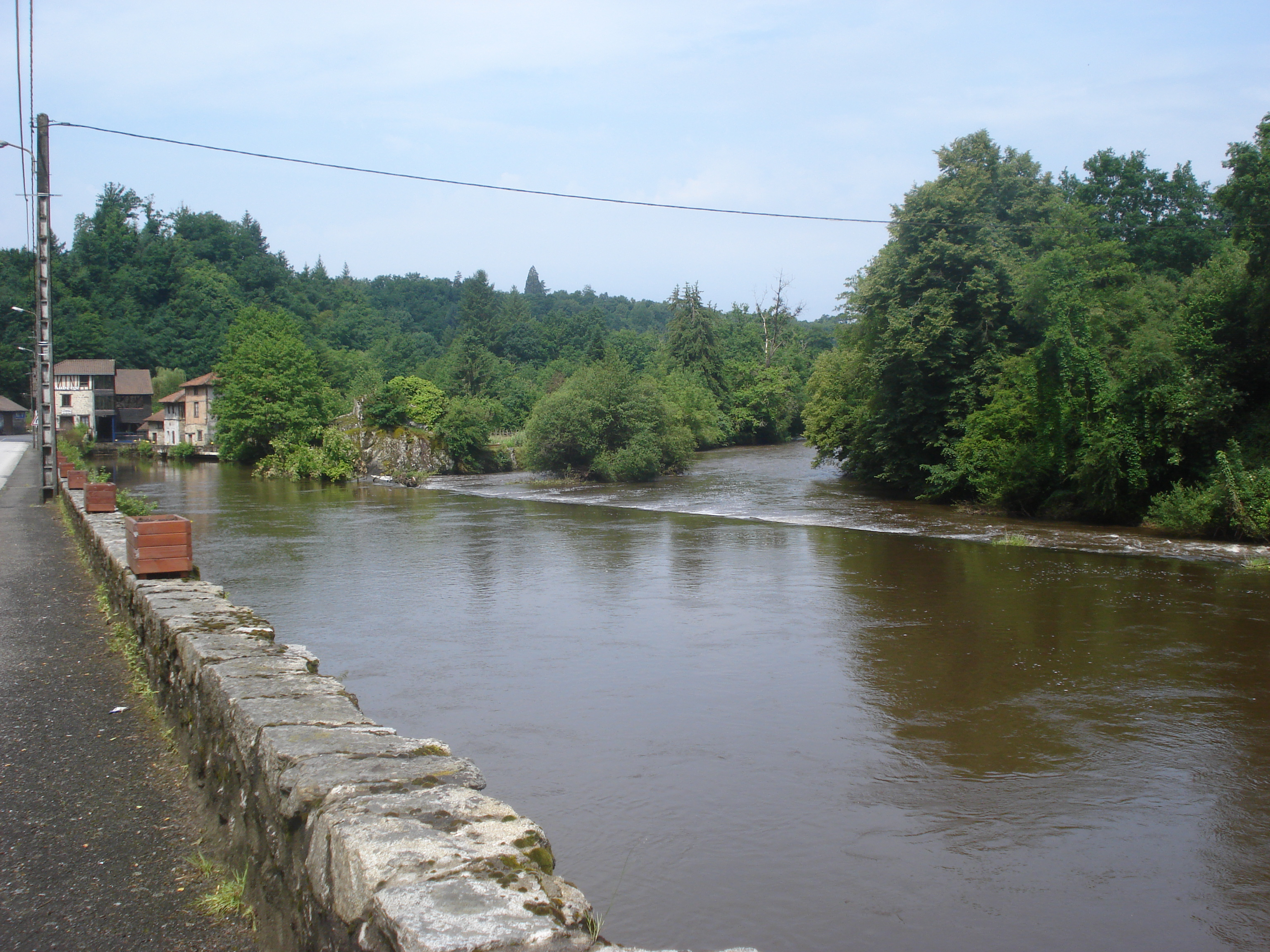
Quartier des moulins à eau sur la Vienne.

- Le pont de Noblat (XIIIe siècle), franchissant la Vienne.

### Pèlerinages
Le village est une étape de l'un des chemins français vers Saint-Jacques de Compostelle.

### Musées

#### Musée Gay-Lussac
Installé sous les arcades du foyer rural, en centre-ville, ce musée municipal est consacré à Gay-Lussac (1778-1850), chimiste né à Saint-Léonard de Noblat.

#### HistoRail

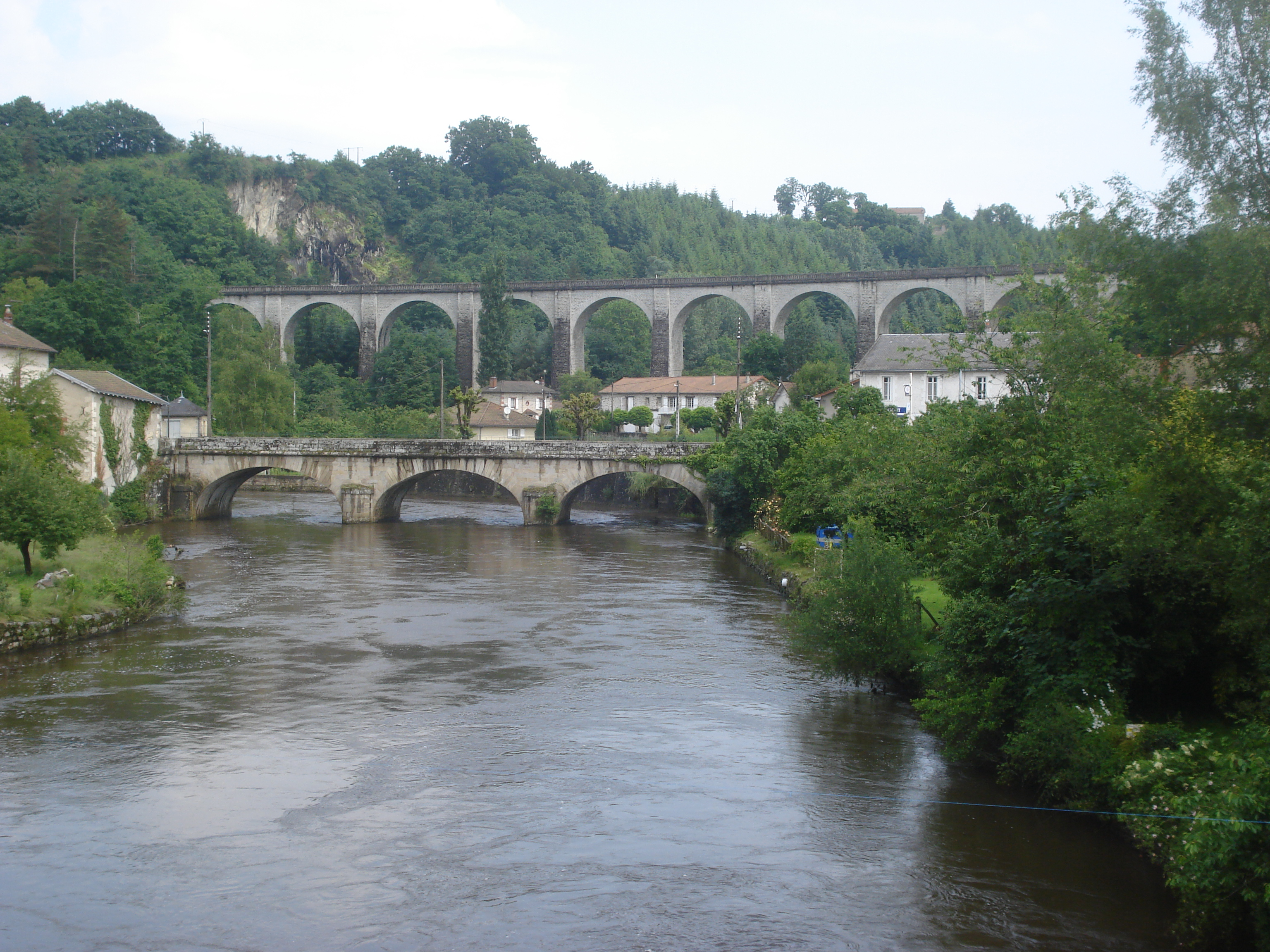
Le viaduc du chemin de fer le long de la Vienne.

HistoRail est un musée du chemin de fer présentant de nombreuses maquettes.

#### Le Moulin du Got
Situé à la confluence de la Vienne et du Tard, le Moulin du Got, créé en 1522, a fabriqué du papier de chiffon (à base de chanvre, de lin et de coton) jusqu'à la Seconde Guerre mondiale. À l'abandon, comme tous les autres moulins du Limousin, il a été rénové et réhabilité pour rouvrir en 2003. Produisant de nouveau des feuilles de papier, le Moulin du Got est aussi un musée,.

### Saint-Léonard-de-Noblat et le cinéma
Films TV tournés entièrement ou en partie à Saint-Léonard-de-Noblat :
- Un matin rouge[53] (1982) - réalisateur : Jean-Jacques Aublanc ;
- Les Camarades[54] (2006) - réalisateur : François Luciani ;
- Un village français (2009) - réalisateur : Phillippe Triboit ;
- Le Grand Georges (2013) - réalisateur : François Marthouret.

### Personnalités liées à la commune
- François Arbellot (1816-1900), prêtre, écrivain, historien et archéologue français, membre puis président (en 1871) de la Société archéologique et historique du Limousin né et mort à Saint Léonard de Noblat
- L'acteur Mario David (1927-1996) est scolarisé à l'école de Saint-Léonard-de-Noblat
- Le philosophe Gilles Deleuze (1925-1995) est enterré dans le cimetière de la ville
- André Dulery de Peyramont (1804-1880), avocat, puis magistrat, il est procureur à Limoges en 1830, puis procureur général en 1831, toujours à Limoges. Il devient député de la Creuse de 1839 à 1842, puis député de la Haute-Vienne de 1842 à 1848. En 1846, il est nommé procureur général à Angers. En 1851, il est procureur général à Limoges et démissionne lors du Coup d'État du 2 décembre 1851. Il réintègre la magistrature en 1858 comme conseiller à la cour d'appel de Paris, puis comme avocat général à la Cour de cassation en 1859 puis conseiller à la Cour de cassation en 1862. En 1871, il est élu représentant de la Haute-Vienne, siégeant avec les monarchistes orléanistes. Il est député de la Haute-Vienne du 8 février 1871 au 7 mars 1876, puis sénateur de la Haute-Vienne de 1876 à 1880. Il était aussi conseiller général et président du conseil général de la Haute-Vienne et Membre du Conseil Supérieur des Prisons. C'est à sa demande que le tableau « Les Lamentations de Jérémie » de Jean Gilbert Murat est installé dans la collégiale de Saint-Léonard-de-Noblat.
- Émile Dubois (1853-1904), homme politique, député de la Seine de 1898 à 1904.
- Le général Pierre Dunoyer de Segonzac (1906-1968), résistant et fondateur de l'École nationale des cadres d'Uriage, a passé une partie de son enfance à Saint Léonard de Noblat[55].
- Denis Dussoubs, connu à travers le récit qu'a fait Victor Hugo de sa mort sur les barricades en 1851
- Serge Gainsbourg (1928-1991) qui s'appelait alors Lucien Ginzburg, a passé pendant l'Occupation, en 1944, six mois de son adolescence dans la commune, en pensionnat en classe de seconde dans le lycée local, inscrit sous le pseudonyme de Lucien Guimbard pour échapper aux persécutions antisémites allemandes[56]
- Joseph Louis Gay-Lussac (1778-1850), chimiste et physicien, y est né le 6 décembre 1778. Il a aussi découvert le bore
- Léonard Honoré Gay de Vernon dit Gay Vernon, né le 6 décembre 1748 à Saint-Léonard-de-Noblat, et mort le 22 octobre 1822 à Moissannes.
- Simon François Gay de Vernon dit Gayvernon, (1760-1822), officier du génie puis baron d'Empire, professeur de fortifications à l'École polytechnique
- La comédienne sociétaire de la Comédie-Française Clémentine Jouassain y est née le 3 décembre 1829.
- Daniel-Henry Kahnweiler (1884-1979), écrivain et collectionneur allemand, qui promut le mouvement cubiste et découvrit, entre autres, Pablo Picasso et Georges Braque, se réfugia à Saint-Léonard pendant la guerre
- Jean-Baptiste Daniel de Lamazières, homme politique français né le 6 mars 1812 à Saint-Léonard-de-Noblat et mort le 24 octobre 1906 à Sauviat-sur-Vige, plusieurs fois maire, fut le premier député républicain de Haute-Vienne, en 1848
- Louis Longequeue, né le 30 novembre 1914 à Saint-Léonard-de-Noblat
- Jean Malavergne, connu sous le pseudonyme de Jan Mara (1912-1992), né dans la commune, caricaturiste et affichiste
- Aymerigot (ou Mérigot) Marchès (Marcheix) (vers 1360-1391)
- Raymond Poulidor, né le 15 avril 1936 à Masbaraud-Mérignat, est Miaulétou d'adoption. Il est mort dans la commune le 13 novembre 2019.
- Adrien Pressemane, maire (1919-1929) et député socialiste (1910-1928)
- Lucien Rougerie, pionnier de l'aviation
- Jean-Joseph Sanfourche, dit « Sanfourche » (1929-2010), artiste rattaché au courant de l'art singulier, mort à Saint-Léonard ;
- Martin Thomas (1754-1832), curé et député du clergé aux États généraux de 1789, né à saint-Léonard ;
- Jules Tourgnol, homme politique français né le 18 juin 1833 à Saint-Léonard-de-Noblat et mort le 29 septembre 1909 à Paris
- Philippe de Vomécourt (1902-1964)

### Héraldique
D’azur aux fers de prisonnier d’argent posés en face accompagnés de trois fleurs de lys d’or.
Les fers de prisonnier font référence à Saint Léonard qui est le Saint patron des prisonniers.
Les fleurs de lys ont deux origines suivant les sources :
1. L’ermite Léonard serait issu d'une famille royale. Cette référence concerne la légende, qui évoque un lien avec la dynastie mérovingienne (VIe siècle). Cette hypothèse ne résiste pas à l'analyse, puisque les lys furent introduits dans les pratiques royales par les Capétiens, 5 siècles plus tard.
2. Une reine ayant des difficultés à avoir des enfants serait venue prier Saint Léonard. De là peut-être l'hypothèse précédente (récit de la délivrance de la reine franque dans "Vie de Saint Léonard"). Son vœu exaucé, elle aurait accordé les trois fleurs de lys à la ville. Il pourrait s'agir de la femme de Louis XIII, Anne d'Autriche (voir plus loin).